# Coalbrookdale
Coalbrookdale es un asentamiento en un valle lateral del Ironbridge Gorbe en el distrito de Telford and Wrekin y en el condado de Shropshire, Inglaterra. En este lugar se encuentra la antigua mansión y parroquia eclesiástica de Madeley. Fue uno de los lugares donde se originó la Revolución industrial.

## Antes de Abraham Darby
Antes de la disolución de los monasterios, Madeley y el adyacente Pequeño Wenlock pertenecían al priorato de Gran Wenlock. Después de la disolución se creó una herrería llamada 'Caldebroke Smithy'. En 1572 la propiedad del señorío pasó a manos de John Brooke, que aumentó significativamente la producción de carbón. Su hijo, Basil Brooke, que era un importante industrial, invirtió en la industria siderúrgica de otra parte. Es probable que tuviera siderurgias en Coalbrookdale, pero no se tienen datos que lo evidencien. También tenía interés en la patente para el proceso de cementación para hacer el acero en 1615. Forzado sin embargo para entregar la patente en 1619, continuó usando este método para seguir produciendo el hierro y el acero hasta que fue secuestrado durante la guerra civil, aunque sus fábricas continuaron funcionando.